# Jehuda Amichai

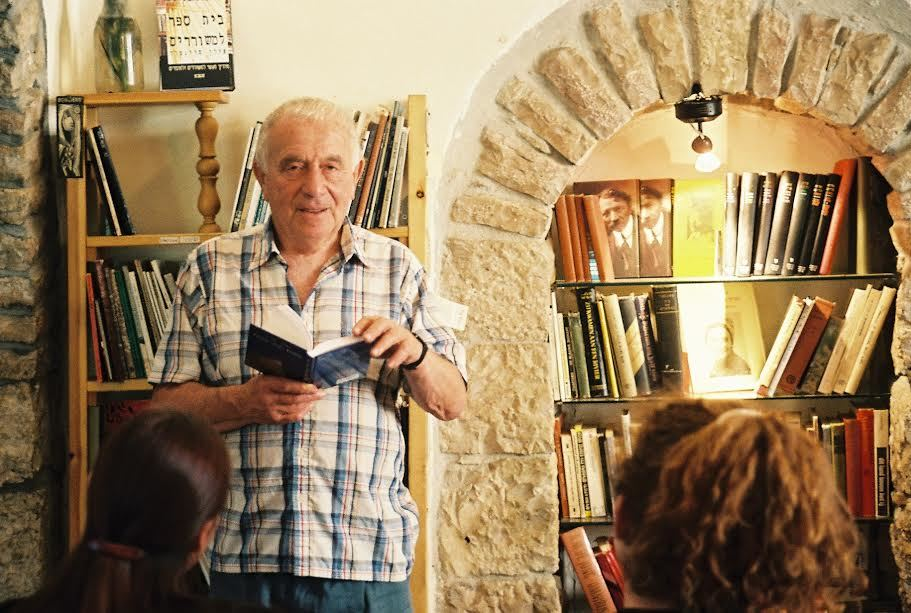
Jehuda Amichai (1994)

Jehuda Amichai (hebräisch יְהוּדָה עַמִּיחַי Jəhūdah ʿAmmīchaj) (geboren 3. Mai 1924 in Würzburg; gestorben 22. September 2000 in Jerusalem; ursprünglich Ludwig Jehuda Pfeuffer, 1946 Namensänderung zu Amichai, hebräisch „Mein Volk lebt“) war ein deutsch-israelischer Lyriker. Er gilt als einer der meistgelesenen und bedeutendsten modernen israelischen Dichter und war einer der ersten, die in umgangssprachlichem Hebräisch schrieben.

## Leben
Jehuda Amichai wurde 1924 als Ludwig Pfeuffer und Sohn des Kaufmanns Friedrich Moritz Pfeuffer in Würzburg geboren. Sein zweiter, hebräischer Name war von Anfang an Jehuda. Er wuchs in einem traditionellen, jüdisch-orthodoxen und zionistischen Milieu auf. Schon im Kindergarten und anschließend in der jüdischen Volksschule in der Nähe der Synagoge erlernte er die hebräische Sprache.
Angesichts der antisemitischen Politik der Nationalsozialisten wanderte die Familie 1936 nach Palästina aus. Sie ließ sich – wie weitere Verwandte – zunächst in der landwirtschaftlichen Siedlung Petach Tikwa nieder. Ein Jahr später zog sie nach Jerusalem um. Hier wurde Jehuda, wie er sich nun nannte, Schüler der religiösen Maʿaleh-Schule und später Mitglied des im Untergrund agierenden Palmach. Während des Zweiten Weltkriegs kämpfte er in der Jüdischen Brigade der britischen Streitkräfte. 1946 änderte Jehuda seinen Nachnamen in Amichai. Jehuda Amichai begann 1946 mit dem Studium am David-Yellin-Lehrerseminar in Jerusalem. Nach Beendigung des israelischen Unabhängigkeitskrieges nahm er das Studium der hebräischen Literatur und der Bibelwissenschaft an der Hebräischen Universität in Jerusalem auf. Im Anschluss daran arbeitete er als Lehrer, später als Hochschuldozent für hebräische Literatur.
1955 erschien sein erster Gedichtband Jetzt und in anderen Zeiten. 1971 nahm Amichai eine Gastprofessur an der University of California, Berkeley wahr und war 1987 poet in residence an der New York University. Für die revolutionäre Änderung der Sprache der hebräischen Dichtung, die maßgeblich durch sein Werk in Gang gesetzt wurde, verlieh ihm der Staat Israel 1982 den Israel-Preis. Im selben Jahr wurde Amichai mit dem Bialik-Preis ausgezeichnet. Seine Geburtsstadt Würzburg ehrte ihn 1981 mit dem Kulturpreis der Stadt und benannte 2005 eine Straße nach ihm. 1990 wurde ihm die Ehrendoktorwürde der Hebräischen Universität verliehen. 1986 wurde er als auswärtiges Ehrenmitglied in die American Academy of Arts and Letters und 1991 als Mitglied in die American Academy of Arts and Sciences gewählt. Seit 1993 war er Mitglied der Deutschen Akademie für Sprache und Dichtung.
Jehuda Amichai starb im Jahr 2000 im Alter von 76 Jahren an einer Krebserkrankung.

## Familie
Aus Jehuda Amichais erster Ehe mit Tamar Horn, mit der er seit 1949 verheiratet war, stammt der 1961 geborene Sohn Ron, aus seiner zweiten Ehe mit Chana [auch: Hana] Sokolov-Amichai stammen die beiden Kinder David (geb. 1973) und Emanuella (geb. 1978).

## Literarisches Werk
Jehuda Amichai ist, so Robert Alter, „wahrscheinlich der am meisten übersetzte hebräische Dichter seit König David“. Seine Bücher wurden in mehr als 40 Sprachen übersetzt, und er galt als einer der führenden Anwärter auf den Literatur-Nobelpreis. In Deutschland setzte die Rezeption seiner Werke im Zuge der Entdeckung und vermehrten Übersetzung der hebräischen Literatur ins Deutsche seit den 1970er Jahren ein: „Es zeigt sich, dass er in Deutschland nicht gekannt wird, obwohl er in Würzburg geboren wurde, eine Kindheit lang Deutscher war“, schreibt Christoph Meckel 1988 im Begleittext zum ersten Sammelband der Gedichte in deutscher Sprache. Amichais erster Roman Nicht von jetzt, nicht von hier (hebräisch לא מעכשיו לא מכאן , Lo me-achschaw lo mi-kan) war 1963 auf Hebräisch erschienen; 1968 erschien die erste Ausgabe in englischer Sprache, und erst 1992, nach der Übersetzung und Veröffentlichung großer Teile seines als bedeutender erachteten lyrischen Werkes, wurde der Roman auch auf Deutsch publiziert. 2017 erschien anlässlich des Projekts Würzburg liest ein Buch in seiner Geburtsstadt eine Neuausgabe. In demselben Zusammenhang wurden außerdem von Würzburger Verlegern sowohl eine Anthologie von Amichais Gedichten als auch eine Sammlung seiner Texte publiziert („Ausgaben in deutscher Sprache“, siehe unten). 
Amichais Werke sind untrennbar verbunden mit seinen traumatischen Erlebnissen in den Jahren des Nationalsozialismus und in mehreren israelisch-arabischen Kriegen. Eine Triebfeder seiner schriftstellerischen Aktivität ist die „doppelte Identität“ als Deutscher und Jude. Amichais „schmerzgesättigte, erfahrungsreiche Poesie kümmert sich mehr um das Leben als um die Sprache, sie bietet Lebenshilfe“. Über seine Rolle als Dichter sagt Amichai: „Die eigentliche Aufgabe der Schriftsteller und Künstler ist es, Menschen Worte zu geben, die sie stützen. Die Kunst soll dabei helfen, mit der Wirklichkeit zu leben, darf aber nie Illusionen wecken.“ In seinem Roman Nicht von jetzt, nicht von hier verdichten sich Amichais Kindheitseindrücke und die Erlebnisse seiner frühen Jahre in Palästina und Israel mit der Kraft der Bilder aus der Gegenwart zu einem unauflöslichen Ganzen. Vermittelt wird die Botschaft, dass Vergangenheit nur bewältigt werden kann, wenn sie nicht beiseite geschoben, sondern in das Heute integriert wird. In seinem Werk ist Amichai viel spontaner, ironischer und weniger offensichtlich literarisch als andere hebräische Dichter. Er kombinierte das biblische Hebräisch „mit zeitgenössischem Slang, und noch dazu ist sein Werk voller Ironie, die er auf sich selbst bezog“. Die hebräische Sprache wurde durch die künstlerische Kompetenz dieses im jüdischen Glauben aufgewachsenen Dichters zu einem modernen Kommunikationsmittel, mit dem sich auch andere als nur die vorrangig religiösen Aussagen und Botschaften gültig formulieren lassen. „Die Erhabenheit biblischer Sprache“ war ihm vertraut, doch nahm er ihr das „jahrtausendealte Gewicht“. Amichai „hat mit der prägenden Kraft seiner Sprache einen großen Beitrag zum Selbstverständnis der neuen hebräischen Nationalliteratur Israels geleistet“. Unter den Vorbildern, die Amichai in seinem literarischen Schaffen maßgeblich geprägt haben, ist vor allem der englische Dichter Wystan Hugh Auden zu nennen; 1969 kam es zu einer intensiven Begegnung mit dem Dichter Paul Celan. Dieser hatte wenige Monate vor seinem Tod Israel einen Besuch abgestattet und war dabei von Amichai betreut und in die Literaturszene des Landes eingeführt worden. Für Celans Lesungen übersetzte Amichai einige seiner Gedichte ins Hebräische. Anschließend tauschten die beiden in wechselseitiger Hochachtung Briefe aus, wobei Celan seinem israelischen Kollegen überzeugende Sprachkraft und ein Höchstmaß an Authentizität bescheinigte.

## Werke

### In deutscher Sprache (chronologisch)
- Jerusalem-Gedichte. Übersetzt von Lydia und Paulus Böhmer. Pendo, Zürich und München 1987, ISBN 3-85842-355-6.
- Wie schön sind deine Zelte, Jakob. Gedichte. Übersetzt von Alisa Stadler, Auswahl: Simon Wehrle; Nachwort: Christoph Meckel. Piper, München/Zürich 1988, ISBN 3-492-11558-6.
- Die Nacht der schrecklichen Tänze. Erzählungen. Ausgewählt und übersetzt von Alisa Stadler. Piper, München/Zürich 1990, ISBN 3-492-03210-9.
- Nicht von jetzt, nicht von hier. Roman. Übersetzt von Ruth Achlama. Piper, München/Zürich 1992, ISBN 978-3-492-03369-5; Neuausgabe: Königshausen & Neumann, Würzburg 2017, ISBN 978-3-8260-6206-3.
- Auch eine Faust war einmal eine geöffnete Hand. Gedichte. Übersetzt von Alisa Stadler. Piper, München/Zürich 1994, ISBN 978-3-492-03568-2.
- Zeit. Gedichte (hebr.: Ha-sman). Übersetzt von Lydia und Paulus Böhmer. Suhrkamp, Frankfurt am Main 1998, ISBN 3-518-40987-5.
- Offen Geschlossen Offen ([hebr.: Patuach Sagur Patuach, 1998]). Ausgewählt und übersetzt von Karlheinz Müller. In: Festgabe für Jehuda Amichai zum 75. Geburtstag. Verlag der Leonhard-Frank-Gesellschaft, Würzburg 1999, ISBN 978-3-932404-06-1, S. 52–64.
- Gedichte. Herausgegeben und übersetzt von Hans D. Amadé Esperer. Königshausen & Neumann, Würzburg 2018, ISBN 978-3-8260-6412-8.
- Zwischen Würzburg und Jerusalem. Gedichte. Herausgegeben und übersetzt von Amadé H. D. Esperer. Echter, Würzburg 2018, ISBN 978-3-4290-4472-5.
- Offen, verschlossen, offen. Gedichte. Ausgewählt und mit einem Nachwort von Ariel Hirschfeld. Übersetzt von Anne Birkenhauer und anderen. Jüdischer Verlag, Berlin 2020, ISBN 978-3-633-54297-0.
- Dreißig Gedichte. Übersetzt von Karlheinz Müller. Ausgewählt von Yona-Dvir Shalem. In: Burkhard Hose, Daniel Osthoff, Yona-Dvir Shalem (Hrsg.): „Auf meinem Tisch liegt ein Stein...“ / „On my desk there is a stone...“. Festschrift zum 100. Geburtstag von Yehuda Amichai. Commemorative Publication for the 100th Birthday of Yehuda Amichai. Königshausen & Neumann, Würzburg 2024, ISBN 978-3-8260-8769-1.

### In englischer Sprache (chronologisch)
- Love Poems (Anthologie) [Hebr.: Schiri ahava, 1986]. Schocken Publishing House, Tel Aviv 1986, ISBN 965-19-0077-6 (zweisprachige Ausgabe: Hebräisch und Englisch).
- Poems of Jerusalem. Harper & Row, New York 1988, ISBN 0-06-096288-7 (zweisprachige Ausgabe: Hebräisch und Englisch).
- A Life of Poetry (Anthologie). Aus dem Hebräischen übersetzt von Benjamin und Barbara Harshav. Harper Collins, New York 1994, ISBN 0-06-019039-6 (Gesammelte Gedichte 1948–1994).
- The Poetry of Yehuda Amichai (Anthologie), herausgegeben von Robert Alter. Farrar, Straus and Giroux, New York  2015, ISBN 978-0-374-23525-3; als Taschenbuch 2017, ISBN 978-0-374-53658-9.

## Sekundärliteratur
- Robert Alter: Only a Man. In: The New Republic. 31. Dezember 2008. (online)
- Boas Arpali: "The Flowers and the Urn". Amichai’s Poetry: Structure, Meaning, Poetics. Hakibbutz Hameuchad, 1986.
- Boaz Arpali: Patuach, Patuach. In: Haaretz. 16. Januar 2009. (online)
- Renate Eichmeier, Edith Raim: Zwischen Krieg und Liebe. Der Dichter Jehuda Amichai. Metropol Verlag, Berlin 2010, ISBN 978-3-940938-98-5.
  - Rezension von Annette Sommer in: Kalonymos. 15. Jg., H. 1, 2012, S. 11–13. (auch online).
- Nili Scharf Gold: Yehuda Amichai. The making of Israel's national poet. University Press of New England, Hanover 2008, ISBN 978-1-58465-733-0.
- Eric Hilgendorf, Daniel Osthoff (Hgg.): Erinnerung als Ausweg. Beiträge zu Jehuda Amichais Roman „Nicht von jetzt, nicht von hier“. Königshausen & Neumann, Würzburg 2019. ISBN 978-3-8260-6826-3
- Burkhard Hose, Daniel Osthoff, Yona-Dvir Shalem (Hrsg.): „Auf meinem Tisch liegt ein Stein...“ / „On my desk there is a stone...“. Festschrift zum 100. Geburtstag von Yehuda Amichai. Commemorative Publication for the 100th Birthday of Yehuda Amichai. Königshausen & Neumann, Würzburg 2024, ISBN 978-3-8260-8769-1.
- Chana Kronfeld: The Wisdom of Camouflag. In: Prooftexts, Jg. 10 (1990), S. 469–491.
- Essi Lapon-Kandelshein: To Commemorate the 70th Birthday of Yehuda Amichai: A Bibliography of His Work in Translation. Institute of the Translation of Hebrew Literature, Ramat Gan (Israel) 1994.
- Christian Leo: „Zwischen Erinnern und Vergessen“. Jehuda Amichais Roman „Nicht von jetzt, nicht von hier“ im philosophischen und literarischen Kontext. Königshausen & Neumann, Würzburg 2004.
- Dan Miron: Yehuda Amichai: A Revolutionary With a Father. In: Haaretz. 3., 12. und 14. Oktober 2005.
- The Modern Hebrew Poem Itself. 2003, ISBN 0-8143-2485-1.
- Matt Nesvisky: Letters I wrote to you. In: The Jerusalem Report. 8. Dezember 2008.
- Bruno Rottenbach: Zwischen Würzburg und Jerusalem. Ein deutsch-jüdisches Dichterschicksal. Biographie und Werkauswahl. Herausgegeben von der Gesellschaft für Christlich-Jüdische Zusammenarbeit, Würzburg 1981.
- Nili Scharf Gold: Yehuda Amichai: The Making of Israel’s National Poet. Brandeis University Press, 2008.
  - Rezension von Joshua Cohen: The poet who invented himself. Forward, 4. September 2008. (online)
- Yehudit Tzvik: Yehuda Amichai: A Selection of critical essays on his writing. Hakibbutz Hameuchad, 1988.

## Vertonungen
Der hohe Bekanntheitsgrad, den Amichais Gedichte und Romane vor allem in Israel genießen, zeichnet sich allein schon dadurch ab, dass sie fester Bestandteil und Inhalt von Unterricht und Schulbüchern sind und im öffentlichen Leben als Zitate kursieren. Ein Spiegel seiner Popularität ist aber auch die große Zahl von Vertonungen. Ausgehend von Israel, wo Komponisten ihn Ende der 1960er Jahre als Textautor für sich entdeckten, trat er einen Siegeszug durch die englischsprachige Welt an. Heute hört man seine Texte nicht mehr ausschließlich auf den Foren der modernen E-Musik, vielmehr hat er mit seiner politischen Botschaft auch die jüngere Generation mit ihren eigenen Überzeugungen und Vorlieben für sich gewonnen. Einen nicht geringen Anteil an der Verbreitung haben die Chorkompositionen für Kinder- und Jugendchöre. Amichais Texte haben viele Komponisten zu besonderer Intensität der Gestaltung inspiriert, wobei die stilistische Bandbreite der Vertonungen von liturgischer Strenge bis zu individuell erlebter Expressivität reicht.
Chronologische Übersicht:
- Tzvi Avni setzte Amichais Gedicht The Moon now chained with a Necklace musikalisch um zu einer „Collage“ für Mezzosopran, Flöte, Schlaginstrumente und Tonband und brachte über dem surrealistischen Text eine fantasievolle Klangwelt zur Entfaltung (1967).[15]
- Tzvi Avni komponierte das Chorwerk „On Mercy“ nach einem Text von Amichai (1973).
- Mark Kopytman vertonte Amichais Gedicht „shemesh october“ [October Sun] für Singstimme, Flöte, Violine, Violoncello, Klavier und Schlaginstrumente (1974).[16] 1975 entstand – ebenfalls auf einen Text von Amichai – This is a Gate without a Wall für Gesang und Kammerensemble.
- Vered Shilony schrieb vier Chorsätze All Men (1977) auf Texte von Amichai.
- Amichais Gedicht Your Life and Death, my Father wurde vertont von Aharon Harlap in Three Songs für Mezzosopran oder Bariton und Orchester (1983).
- Elizabeth Swados verwendete unter anderem Texte von Amichai in ihrem Oratorium Jerusalem (1984).
- Shulamit Ran vertonte fünf Gedichte in Amichai Songs für Mezzosopran und Instrumente (1985).
- Tzvi Avni schuf The City plays Hide and Seek für 3-stimmigen Frauen- oder Kinderchor (1986) nach einem Text von Amichai.
- In Scattered Rhymes für gemischten Chor und Kammerorchester (1988) verwandelte Mark Kopytman die Verse Amichais in einen Hymnus über die Freude.[17]
- Ein Gedicht von Amichai befindet sich in Two Songs für Sopran und Klavier (1984) von Aharon Arlap.
- Ein Text von Amichai bildet die Grundlage des Totengebets El male rachamim für 12-stimmigen Chor von Josef Tal (1993?)
- Amichais Man doesn’t have Time wurde vertont von Moshe Zorman für gemischten Chor (1995).
- If I forget thee, Jerusalem von Amichai wurde von Gabriel Iranyi in Form eines Oratoriums für Bariton, gemischten Chor und Orchester vertont (1996).
- As a Diamond von Amichai bildet die Grundlage des gleichnamigen Orchesterlieds Op. 47 (1998) von Tsippi Fleischer.[18]
- Für seine Komposition …che questo è stato… für Vibraphon und Zuspiel-CD (1998/2001) verwendete Klaus Hinrich Stahmer eine von Amichai gelesene Aufnahme seines Gedichts über die Grabsteine aus der 1998 veröffentlichten Gedichtsammlung Open, Closed, Open [Patuach Sagur Patuach].[19]
- Dov Carmel schrieb Sabbath Eve and the wonderful Thing für drei gleiche Stimmen (Kinderchor) u. Klavier; Text: Jehuda Amichai (2000).
- Ein Gedicht von Amichai bildet die Textgrundlage für Even a Fist was once an open Palm (2002/2007), eine Chorkomposition der amerikanischen Komponistin Elizabeth Alexander.[20]
- Amichai Songs ist der Titel eines Liederzyklus für Bariton und Kammer-Ensemble (2006) des amerikanischen Komponisten David Froom.[21]
- Das Freitag-Abend-Lied Shir Leyl Shabat von Amichai bildet die Grundlage einer volkstümlichen Vertonung von Moshe Wilensky (1910–1997), die posthum von Michael Wolpe ediert wurde (2006).
- Hana Ajiashvili schrieb „Three Songs“ nach Gedichten von Jehuda Amichai für Sopran, Klarinette, Violine, Violoncello und Klavier (2007).
- Texte von Amichai vertonte auch der tschechische Komponist Jan Dušek. Jüdische Träume für Sopran, Klarinette, Cello und Streichorchester (2008) besteht in Anlehnung an die Menora aus sieben Sätzen.
- 2009 veröffentlicht die Sängerin Nizza Thobi auf ihrem Album Ein Koffer spricht Amichais Gedicht Kleine Ruth in der Übersetzung von Alisa Stadler.
- Gedichte von Jehuda Amichai und Paul Pines bilden die Grundlage der 5. Symphonie für Stimme und Orchester des kanadischen Komponisten Daniel Asia, die in 15 Orchesterliedern an die Tradition von Mahlers Lied von der Erde und Zemlinskys Lyrische Symphonie anknüpft (2008).[22]
- In der 3. Sinfonie (2010) des amerikanischen Komponisten Mohammed Fairouz bildet neben Texten von Mahmoud Darwish und Fadwa Tuqan das Gedicht Memorial for the War Dead von Amichai die Basis für den Schlusssatz (2010).[23]
- Der englische Komponist Benjamin Wallfisch vertonte Amichais An Eternal Window für Gesang und Kammerensemble (2011).
- Der israelische Komponist Israel Bright vertonte Amichais Gedicht The Place where we are right und veröffentlichte die Version auf der CD Dragot Likhluah veh Nikayon (2011).
- In experimenteller Aufführungsform verbindet Evan Zyporin das Instrumentalspiel der Cellistin Maya Beiser mit ihrem Gesang und mischt in Tsmindao Ghmerto Amichais Like Smoke mit Texten und Melodien der Alt-Georgischen Liturgie (2013).
- Amichais Gedicht It’s hard to love blindly wurde als Pop-Song eingespielt auf der CD „To love alone in that long Summer“ von Barzin (Künstlername) (2014).[24]
- Jazzverwandte und nahöstliche Gesangstechniken geben den zwei Gedichten von Amichai, die von der Sängerin Ayelet Rose Gottlieb neben weiteren Texten in Shiva in Musik gesetzt wurden, ein von starker Emotionalität geprägtes, authentisches Klangbild (2016).[25]
- Das Gedicht Hitgalut, vertont von dem israelischen Popmusiker Alon Oleartchik, erschien 2021 in einer Aufnahme von „Die Drei Kantoren“.[26]
- Ausgehend von "...che questo è stato..." (1998/2001) schrieb Klaus Hinrich Stahmer Musik für die Zeit danach für Gitarre solo und Tefillot für Gitarre, Vibrafon, Glocke, Röhrenglocke und Zuspielung (2022). Amichais eigene Lesung eines Gedichts erklingt darin sowohl in Originalaufnahme als auch instrumental rezitiert.